# Люсія і секс
«Люсія і секс» (ісп. «Lucía y el sexo») — еротична мелодрама і водночас інтелектуальний фільм-міф, п'ятий фільм іспанського кінорежисера Хуліо Медема в повнометражному кіно, знятий в 2001 році.

## Сюжет
Люсія працює офіціанткою в одному з мадридських ресторанів, Лоренцо - успішний письменник, яким вона захоплюється. Одного разу вони зустрілися і не відпустили одне одного. У фільмі химерно переплітаються стосунки героїв, давній "курортний" роман Лоренцо, події і персонажі його книжок, життя нових знайомих Люсії. На першому плані у стрічці еротично-сексуальні взаємини головних героїв - Люсії та Лоренцо. Вони разом кілька років, однак не наважуються зізнатися самим собі, що їх поєднує щось більше, ніж секс, тому їхні стосунки на межі розриву. Коли Лоренцо випадково потрапляє під машину, Люсія, впевнена в його смерті, вирішує виїхати на його улюблений острів — таємниче місце, де їй належить дізнатися багато про себе, про Лоренцо, розібратися в дивних перипетіях долі. На острові вона читає книжку, яку, як виявляється, писав її коханий для іншої жінки про власне минуле. Міфопоетичну основу фільму складає солярна міфологія. Про це свідчать імена героїв: Лоренцо - сонце, Елена - сонячна, Люсія - сонячне світло, Луна - місяць. Це "світлі" герої. До "темних" належать Белена ("вертеп"), Карлос/Антоніо ("король"/"суперник", "супротивник"). Відлунням бібілійної міфології є видавець і друг Пепе, тобто Йосип, це своєрідний алогізм, однак його поведінка цілком відповідає імені: він тримається в стороні від усіх притрастей між героями-"іновірцями". Яскраво проявляються міфологічні сюжети "кохання і коханки Сонця" (Елена, Люсія, Белена), "діти Сонця" (Луна), "боротьба світла і пітьми" (Лоренцо і Карлос/Антоніо, показово, що останній - захоплюється підводним плаванням), а також місячне затемнення (чорний пес роздирає Луну), сонячне затемнення (аварія і перебування Лоренцо в комі). Очевидно, протистояння Лоренцо і Карлоса/Антоніо - це протистоянням космосу і хаосу, Аполона (бог-сонце) і Діоніса (Антоній - епітет бога Діоніса) і, зрештою, кохання і сексу, чи пак Люсії і сексу... Міфологічне підґрунтя цілковито виправдовує сміливу тілесність, відвертий еротизм і стихійну сексуальність стрічки. Однак головне, що міфологічна основа дозволяє "змінити хід" цієї жорстоко трагічної історії, бо міф не має початку і кінця, його можна розповідати/транслювати з будь-якого епізоду, у цьому його життєствердна сила і вічна привабливість. "Якщо ти мені дозволиш, якщо ти даси мені час", - саме структура часу відрізняє міф від реальності.

## У фільмі знімалися
- Пас Вега — Люсія
- Трістан Уллоа — Лоренцо
- Найва Німрі — Елена
- Елена Аная — Белен
- Деніель Фрайр — Карлос/Антоніо
- Хав'єр Камара — Пепе
- Сільвія Лланос — Луна

## РежисерХуліо Медемпро фільм «Люсія і секс»
Втеча Люсії
Все почалося в той момент, коли я закінчив останній кадр «Коханців полярного кола» (Los Amantes del Circulo Polar): цифрове збільшення відображення Отто в очах Ани, поки її зіниця розширювалась від смерті і білого, крижаного вітру, мене теж немов здуло вітром. У той момент у моєму житті наче опустилася завіса, за якою залишилися останні три роки.

Починалося щось зовсім нове, але я був у розгубленості, у мене було недобре передчуття, що тільки що закінчений фільм був занадто сумним і спустошеним, щоб сподобатися глядачеві. Наступного дня я поїхав у подорож з маленькою цифровою камерою, з тих, що містяться в долоні, з єдиною ідеєю в голові, ідея називалася «Люсія».
Про мою наступну історію я знав тільки те, що вона починалася з втечі дівчини, яка хотіла втекти від якоїсь трагедії. Персонаж Ани був ще настільки близьким для мене, що, думаючи про нього, я вирішив піти в протилежному напрямку. Так, втеча Люсії на початку фільму почалася з втечі Ани в кінці, але зі зворотним життєвою настановою, тобто від смерті до життя. Таким чином, структура нової історії повинна була бути симетрично протилежна попередній, тому Люсію чекав теплий і обнадійливий фінал. Той, хто докладає зусилля, щоб дати долі ще один шанс, заслуговує винагороди. І я хотів винагородити її, і шукав, не приховую, привід, щоб виправдати це.
Перше, що я зняв на камеру, була моя власна тінь на кільватері корабля, який віз мене на маленький острів у Середземному морі. У мене було відчуття, що море залишило позаду те, яким я був раніше і все, що я зробив, а попереду мене чекало щось нове, незвідане. Образ морської піни, що омиває мою тінь, міг допомогти мені омити Люсію, якій потрібно було оновитися. Очистити своє «я». Ми з нею були дві тіні в одній. А що в цьому поганого?
Однією з причин, що стимулювали мою ідею чистоти, було прагнення до простоти і легкості. Я подумав про те, щоб зняти мій новий фільм цієї маленькою камерою, що містилася в моїй долоні, за допомогою невеликої групи друзів, спільними зусиллями. Так що, після висадки на острів, мені все здалося дуже простим. Я взяв напрокат моторолер і негайно ж почав знімати помаранчеве сонце, що сідає за морську скелю на заході, і повний місяць на все ще блакитному небі над морем на сході. Ці образи допомагали мені, тому що вони були красивими і нешкідливими, вони нічого не значили, нічого старого, я хочу сказати. Могло здатися, що метою моєї поїздки було побачити закінчення нового дня, який я ще не прожив. Ось здорово! І я посміхнувся всьому тому невідомому часу, який в мене був.
Такими були мої думки в перші дні, які я присвятив їзді по всіх дорогах; я дізнаюся …, я побачу …, але не наповнюючись. Все як порожнеча, без страху перед абсурдом і … багато сонця. Я поринав у світ, просто шалено, і тоді я вирішив, що найважливіше, щоб ця історія цілюща. Мені потрібно було захиститися від самого себе, тому я послав Люсію вперед. Якось вранці, я їхав на мотоциклі і в кінці вузької і прямої дороги побачив маяк. Повинен визнати, що той факт, що цей образ нагадував мені про ерекцію, зовсім мене не зацікавив. Я не хотів сексу для Люсії. Я припаркував мотоцикл біля маяка і, гуляючи по стрімкому березі, я зупинився в здивуванні перед великою дірою в пару метрів діаметром у скелястій землі.

Найва Німрі (Елена) та Пас Вега (Люсія)

Зупинюсь но я на цьому, адже це непогана ідея, подумав я, зазначивши забавний сексуальний зв'язок між цією дірою та маяком. Скористаюсь моментом, щоб сказати, що за допомогою цієї розповіді мандрівника я намагаюся пояснити, що ці перші образи, побачені на острові, містять саме чисте, природне і глибоке значення «Люсії і сексу», як мені здається зараз, коли фільм уже знято. У цьому фільмі основна тема виникла в процесі її пошуку; насправді в той момент у мене не було ні найменшого уявлення про те, куди це може мене завести.
Повертаючись до можливостей, які мені відкрив образ діри, які я бачу з сьогоднішнього моменту (три роки по тому). Я розповідав про втечу, яка, на краю острова, де вже, здавалося б, нікуди бігти, закінчується дірою, в яку можна впасти (сама історія). Тут з'являється спокуса втекти назад, це і є ідея письменника, конкретно персонажа Лоренсо, відносно минулого Люсії, його улюбленої читачки. Інакше кажучи, є шляхи втечі, які не ведуть вперед, тому що перед тим, як зайти дуже далеко, вони можуть повернутися назад, щоб вирішити якусь важливу проблему, саме в той момент, з якого почалася втеча, «щоб змінити хід історії, якщо ти мені дозволиш, якщо даси мені час» (як писав він). Так, є багато парадоксальних способів втечі, але я тоді, вперше побачивши ту діру, не думав про це, так як персонаж Лоренсо з'явився шість місяців потому.
У той момент першого відкриття, моя схильність до абсурду породила думку про те, що весь острів пронизують діри, і жоден шматок скелі не з'єднує його з морським дном. Карлос, любитель підводного плавання, розповість Люсії, що це насправді не був острів, а «шматок землі, який плаває, як пліт. У шторм тут людей заколисує, і ніхто не знає чому». Він проплавав під усім островом і бачив його підводну сторону «кам'янисту і страшну». Я хотів дійти до цього моменту, коли написав «Люсія, промінь сонця», не знаючи ще нічого про минуле деяких персонажів (Люсія, Карлос і Елена), які зустрічаються на острові випадково і яких об'єднує лише те, що у них у всіх далеко звідти трапилася трагедія, від якої вони хочуть втекти. У тій першій версії «Люсії» я придумав дивну подорож в нікуди, але незабаром я знайшов для неї будинок, яким керувала Елена, у своєму роді острів-мати, гостинний і трохи загублений у забутті.
Після прем'єри фільму «Коханці полярного кола», який зібрав більше глядачів, ніж три моїх попередніх фільму разом, вже без страхів, від яких хотілося б бігти, я повернувся на острів, щоб закінчити цю історію, наскрізь пронизану сонцем. Зараз, з відстані, я ясно бачу одне: добре, що я ніколи її не зняв!
Поворот до сексу
В Мадриді в розпал зими з рідкісними сонячними годинами, я поринув в опис минулого моїх героїв, перш за все Люсії. З самого початку я йшов у напрямку невиразної ідеї, сексу, немов би це була глибока течія (мені здається, що цю ідею я виніс з того скелястого берега), яка забирала всіх нас, в різних позах. Я відчув, що знайшов двигун моєї історії, і це дуже мене надихнуло.
Я розробляв персонажі окремо, оскільки вони не знайомі один з одним, і кожному з них я придумав його власний контекст, у зв'язку з чим стали виникати нові персонажі. Я писав дуже швидко, автоматично, не дуже піклуючись про стиль, насолоджуючись відчуттям того, що я відкриваю особисту сторону чужих життів, чужих у сенсі далеких від моєї. Незабаром це перетворилося на подобу роману, краще сказати, великої хроніки життя персонажів, документ за описом різних життів, які перетинаються між собою, якими я заволодів з метою знайти для них гарне продовження в історії острова. Тут з'являється одна з розгадок минулого, яка тепер пронизує весь фільм «Люсія і секс», здатність письменника управляти долями, без видимої небезпеки для будь-кого, включаючи його самого.
Коли я застосував цю історію в сценарії, названому «Секс, до сонця», почалися проблеми, на поверхні і в глибині. Спроба втекти від себе самого, коли я виїхав на острів, продовжена в минулому Люсії, викликала у мене відчуття, ніби я придумую шлях, розробляю маршрути очима птиці, як якщо б їхав поїзд, і я знав, куди він їде, але ніхто не запрошував мене подорожувати всередині вагона. Я вже не відчував себе вільним, швидким і першовідкривачем. Я звернув увагу, що я був один.
Один факт: Лоренсо був музикантом, а не письменником.
Загублений, зі сценаріями, які були нежиттєвими, але могли йти від другого до першого, секс у напрямку до його антагоністки Люсії, я повернувся на острів, щоб об'єднати їх. Результат був чимось на зразок склеювання пластиром. Цілий рік роботи (переривається рятівними поїздками за кордон на презентації «Коханців»), а в результаті у мене в руках було щось саме механічне та неоковирне з усього, що я коли-небудь робив.
Рішення прийшло в момент найбільшого відчаю, коли, розсердившись, я вирішив направити всі мої творчі сумніви на одного персонажа в минулому: Лоренсо. Так він перетворився на письменника, і значно скоротилася значення і кількість інших персонажів, ніби я став пасажиром і почав дивитися на історію через вікно вагона. На щастя, Лоренсо став рукою, яка управляє долями інших персонажів, його відносини з Люсією надають особливого змісту і є зв'язуючою частиною історії. Право на існування.
З цього моменту фільм міг називатися «Люсія і Лоренсо» або читачка і письменник, прихильниця і талант, реальність і вигадка … У відносинах між тим, хто створює вигадку і тим, хто її отримує, існує, з їх спільним погодженням, дуже тісний близький зв'язок. Вони відчувають себе абсолютно вільними і невразливими, він, щоб складати, може зобразити себе (або завуалювати) так, як йому заманеться, а вона, щоб перейнятися ідеєю, розпізнає себе або представляє в образі інших персонажів, щоб зрозуміти, що б вона зробила на їхньому місці. Я особисто вклав всю мою відповідальність як письменника в Лоренсо, і як читача в Люсію. І таким чином без жодного збитку і зовсім несвідомо я став насолоджуватися.
Коли виявилося, яким чином були пов'язані два моїх головних героя цієї історії, їхні сексуальні стосунки перетворилися, як неминучий наслідок, на маленьке свято, політ до щастя. Так всі їхні почуття захопила сама ідея сексу, з його найчарівнішою боку, майже наївною. І я відчув, що хочу побачити всі поблизу, без еліпсис (таких необхідних і винахідливих в інших випадках), щоб показати, як могли закохатися мої персонажі допомогою хвилюючих сексуальних відносин. «Я помру від такого кохання» (говорить вона, наближаючись до оргазму).
У найвищій точці найсвітлішого, на життєвому піку, може наблизитися ідея смерті з її спробою зазирнути в темряву, і при цьому не буде страшно розкрити її. Ми в одному кроці від самих глибин незвіданого. Глибокий секс, який ще чекає свого втілення, знаходиться в уяві, він головує і вимагає багато чого. Він завжди ненаситний. Хоча Люсія і Лоренсо в їх реальному житті могли відчувати себе цілком задоволеними один одним, я подумав, що при деяких уявних обставинах (поза домом) їх секс піддавався б польоту фантазії (поодинці) та ставив би їм запитання, на які можна відповісти тільки на самоті. З цієї можливості ідентифікувати себе з іншими персонажами в інших ситуаціях, завжди в таємниці, виникає новий сенс, якого набуває секс: диких, неконтрольованих, ірраціональних фантазій, вільного інстинкту і припущень. Що б ти зробив, якщо …, тобі б сподобалося …, якщо б ніхто не дізнався? Це і є той матеріал, яким оперує письменник, але … до яких меж йому дозволяється бути вампіром чужих життів? І наскільки він може наділити владою свою вигадку, з метою спровокувати реальність, слідуючи позаду неї, щоб вона спробувала змінитися згідно з тим, що він написав? Я маю на увазі, наскільки написане може вплинути на життя інших людей. Це дуже тонка проблема — сліпа необхідність знайти хорошу історію, тим більше, якщо письменник сам готовий вступити в гру. Звідси той шкідливий вплив, який чинить на персонажів роман про секс, написаний Лоренсо.
З цієї подорожі з підводного боку острова з'являється, як мені здається, найсильніша течія з минулого у іншій частини фільму: вплив. Люсія, найнаївніша, найбільше піддається впливу. Вона нічого не зробила. Але поставила себе на місце винного, зіставивши себе з персонажем, який повинен вибрати між любов'ю до матері і пристрастю до чоловіка (коханця матері). Люсія в своїй уяві встане на бік зради і таким чином краще пізнає себе саму, буде краще розуміти інших і навчиться прощати. Найцікавіше вплив з'являється на острові, коли вона відчуває себе продовженням вже описаного персонажа, дозволяючи спокусити себе іншому, який схожий на зміненого самого автора, який зник Лоренсо. Вона, зі своєю невизначеною долею, перед дірою, буде як ніколи його найкращою читачкою. Необхідність того, щоб Лоренсо продовжував жити всередині неї, а вона могла піддаватися впливу під його сонцем, дозволяє їй заслужити будь-який подарунок. Люсія і секс це історія про любов.
Люсію вона застає зненацька. Трагедія відбувається, коли дівчинка падає всередину, поки їй сниться її батько, адже вона також піддається його впливу. Так можна потрапити тільки на дно моря. У цій історії темрява і світло настільки далекі один від одного як («секрет, який є у …») місяць і сонце.
Написавши ще шість версій сценарію, відточуючи відносини між неможливістю цієї втечі, точніше сказати, між цією втечею, повертаючись назад і конфліктами створення, я почав переконуватися, що я на правильному шляху. Нарешті-то. Спочатку мені потрібно було наполегливо йти дуже далеко від самого себе, щоб потім знову зануритися усередину свого «я», але вже дуже зміненого та невідомого.
Роком пізніше я вже зняв фільм, але не на маленьку цифрову камеру, а на революційну систему високої точності. Можливість працювати з зручністю в екстремальних світлових умовах і використовувати скільки завгодно метрів «фільму», відповідали ідеї простоти і легкості часів моєї першої поїздки на острів. Мушу визнати що, щодо процесу зйомок, я не відчував великої легкості, але значну свободу — так, і менше технічних обмежень.
Тепер, коли вже закінчена «Люсія і секс», я гордий тим, що знайшов її після стількох поневірянь, але особливо тому, що вона сама легко мене перемогла. Я хотів би додати, що в цьому мені допомогла прекрасна, єдина акторська команда, про яку я навіть і мріяти не міг.

## Премії та нагороди
- Пас Вега — найкраща актриса, премія «Гойя»
- Альберто Іглесіас — найкращий саундтрек до фільму, премія «Гойя»